# Tour Avant-Seine
La tour Avant-Seine est un gratte-ciel résidentiel, situé dans le quartier du Front de Seine, dans le 15e arrondissement de Paris, en France.
Cette tour comporte 220 appartements (chambres individuelles et studios y compris) Aux niveaux 0, +1, +3 et +4 on trouve les caves de l'immeuble. le niveau 2 est destiné au hall d'entrée, et aux locaux affectés au gardiennage. Le niveau +5 quant à lui comprend les galeries techniques. Les autres niveaux comprennent des appartements, des chambres individuelles ou studios.
La tour a fait l'objet d'un ravalement complet et une rénovation profonde, dont les travaux s'achevèrent début 2014. La dalle de l'îlot Vega a été rénovée et remodelée dans le cadre de la rénovation de la dalle, afin de la rendre plus fonctionnelle et plus sûre, avec la création de jardins arborés et la modernisation de l'éclairage.

## Anecdote
La scène finale du film Peur sur la ville, avec Jean Paul Belmondo, a été tournée à la tour Avant-Seine en 1975.